# Jacek Krupa
Jacek Jan Krupa (ur. 11 kwietnia 1955 w Skawinie) – polski polityk, ekonomista i samorządowiec, poseł na Sejm V i VI kadencji, członek zarządu województwa, od 2015 do 2018 marszałek województwa małopolskiego.

## Życiorys
Ukończył studia na Wydziale Zarządzania i Marketingu Akademii Ekonomicznej w Krakowie. W 1981 należał do „Solidarności”, przewodniczył komisji zakładowej w Hucie Aluminium w Skawinie.
Od 1990 do 1998 pełnił funkcję burmistrza miasta i gminy Skawiny, następnie przez cztery lata pracował jako wicestarosta powiatu krakowskiego. Od 2002 do 2005 zajmował stanowisko starosty.
Należał do Stronnictwa Konserwatywno-Ludowego, następnie przystąpił do Platformy Obywatelskiej, z listy której w 2005 został wybrany na posła V kadencji w okręgu krakowskim. W wyborach parlamentarnych w 2007 po raz drugi uzyskał mandat posła (VI kadencji), otrzymując 7293 głosy. Zasiadał w Komisji Administracji i Spraw Wewnętrznych oraz w Komisji Infrastruktury. W wyborach w 2011 bezskutecznie ubiegał się o reelekcję. W tym samym roku został wiceprezesem Krakowskiego Parku Technologicznego (spółki zarządzającej krakowską specjalną strefą ekonomiczną).
W 2012 (w drugim głosowaniu) powołano go na członka zarządu województwa małopolskiego. W 2014 uzyskał mandat radnego sejmiku małopolskiego, pozostał w składzie zarządu województwa V kadencji. W 2015 ponownie bez powodzenia wystartował z ramienia PO do Sejmu.
9 listopada 2015 zastąpił Marka Sowę na stanowisku marszałka województwa małopolskiego. W 2018 utrzymał mandat radnego sejmiku na okres VI kadencji. 19 listopada 2018 zakończył pełnienie funkcji marszałka, został zastąpiony przez Witolda Kozłowskiego. W wyborach w 2024 nie uzyskał reelekcji; mandat radnego objął jednak kilka tygodni po rozpoczęciu VII kadencji (w miejsce Stanisława Kracika).

## Odznaczenia
W 2015 prezydent Bronisław Komorowski odznaczył go Krzyżem Kawalerskim Orderu Odrodzenia Polski.